# Angadageri, Basavana Bagevadi
Angadageri là một làng thuộc tehsil Basavana Bagevadi, huyện Bijapur, bang Karnataka, Ấn Độ.